# Armamento ferroviario

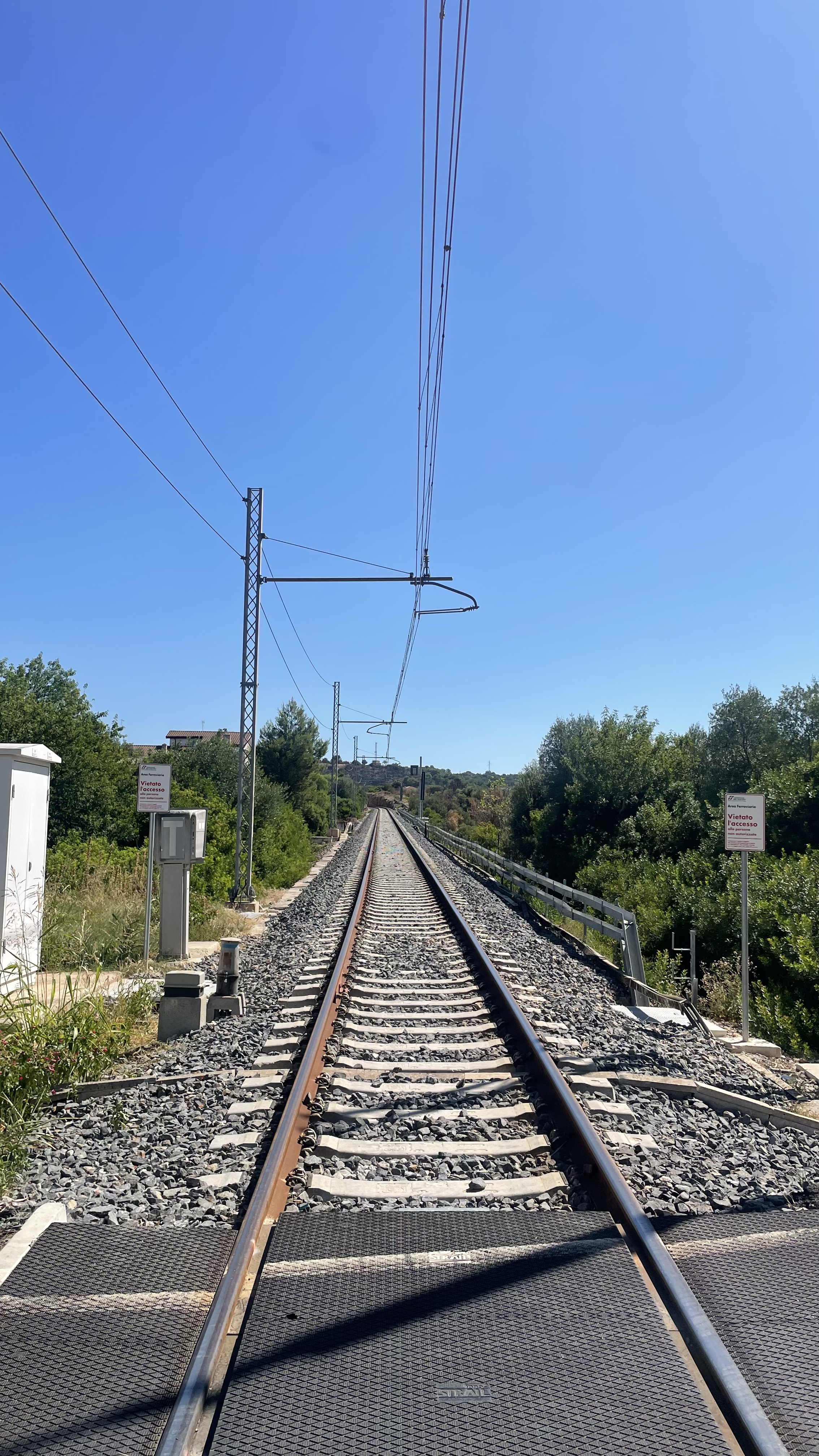
Esempio di armamento di tipo 60 UNI (armamento pesante): pedane STRAIL per passaggio a raso, binari RFI 60 UNI e traverse RFI 230 VN.

Con armamento ferroviario viene definito, nel linguaggio tecnico che si riferisce all'infrastruttura ferroviaria, il complesso costruttivo costituito dal binario di qualsivoglia tipo o genere, dai deviatoi di ogni tipo (semplice, doppio, inglese, etc.), dalla massicciata e da quanto occorre al montaggio, fissaggio e regolazione della via ferrata su cui corrono i treni.
Un armamento viene definito leggero quando le rotaie sono di bassa massa per metro lineare e con traverse distanti più di 60 cm l'una dall'altra. Tale armamento è quello solitamente impiegato per le tranvie e per le ferrovie secondarie o a scartamento ridotto. Molto usato un tempo, oggi, data la poca differenza in termini di costi di costruzione, viene sempre meno impiegato.
Viene definito armamento pesante quello adatto al transito di carichi assiali elevati o per alta velocità. In genere oggi è considerato armamento pesante quello di tipo 60 UNI con traverse a modulo 60 o meglio in calcestruzzo armato precompresso.